# Пруденвілл (Мічиган)
Пруденвілл (англ. Prudenville) — переписна місцевість (CDP) в США, в окрузі Роскоммон штату Мічиган. Населення — 1643 особи (2020).

## Географія
Пруденвілл розташований за координатами 44°18′8″ пн. ш. 84°39′57″ зх. д. / 44.30222° пн. ш. 84.66583° зх. д. (44.302175, -84.665724).  За даними Бюро перепису населення США в 2010 році переписна місцевість мала площу 9,37 км², з яких 7,13 км² — суходіл та 2,24 км² — водойми.

## Демографія
Згідно з переписом 2010 року, у переписній місцевості мешкали 1682 особи в 811 домогосподарстві у складі 504 родин. Густота населення становила 179 осіб/км².  Було 1474 помешкання (157/км²).
Расовий склад населення:
| - 96,7 % — білих - 1,1 % — азіатів - 0,5 % — чорних або афроамериканців - 0,4 % — корінних американців |

До двох чи більше рас належало 1,1 %. Частка іспаномовних становила 1,4 % від усіх жителів.
За віковим діапазоном населення розподілялося таким чином: 14,6 % — особи молодші 18 років, 54,3 % — особи у віці 18—64 років, 31,1 % — особи у віці 65 років та старші. Медіана віку мешканця становила 54,5 року. На 100 осіб жіночої статі у переписній місцевості припадало 97,2 чоловіків;  на 100 жінок у віці від 18 років та старших — 95,9 чоловіків також старших 18 років.
Середній дохід на одне домашнє господарство  становив 46 071 долар США (медіана — 35 794), а середній дохід на одну сім'ю — 65 872 долари (медіана — 42 778). Медіана доходів становила 40 865 доларів для чоловіків та 37 461 долар для жінок. За межею бідності перебувало 13,4 % осіб, у тому числі 17,8 % дітей у віці до 18 років та 5,5 % осіб у віці 65 років та старших.
Цивільне працевлаштоване населення становило 514 особи. Основні галузі зайнятості: освіта, охорона здоров'я та соціальна допомога — 20,4 %, будівництво — 16,1 %, мистецтво, розваги та відпочинок — 15,2 %.